# Episodi di Petrocelli (seconda stagione)
La seconda stagione della serie televisiva Petrocelli è stata trasmessa in anteprima negli Stati Uniti d'America dalla NBC tra il 10 settembre 1975 e il 3 marzo 1976.
| nº | Titolo originale      | Titolo italiano | Prima TV USA      | Prima TV Italia |
| -- | --------------------- | --------------- | ----------------- | --------------- |
| 1  | Death Ride            |                 | 10 settembre 1975 |                 |
| 2  | Mark of Cain          |                 | 17 settembre 1975 |                 |
| 3  | Five Yards of Trouble |                 | 24 settembre 1975 |                 |
| 4  | Shadow of Fear        |                 | 1º ottobre 1975   |                 |
| 5  | Chain of Command      |                 | 8 ottobre 1975    |                 |
| 6  | To See No Evil        |                 | 29 ottobre 1975   |                 |
| 7  | Terror on Wheels      |                 | 5 novembre 1975   |                 |
| 8  | The Gamblers          |                 | 12 novembre 1975  |                 |
| 9  | Terror by the Book    |                 | 10 dicembre 1975  |                 |
| 10 | Face of Evil          |                 | 17 dicembre 1975  |                 |
| 11 | Too Many Alibis       |                 | 24 dicembre 1975  |                 |
| 12 | A Deadly Vow          |                 | 31 dicembre 1975  |                 |
| 13 | The Falling Star      |                 | 21 gennaio 1976   |                 |
| 14 | Survival              |                 | 28 gennaio 1976   |                 |
| 15 | The Night Visitor     |                 | 4 febbraio 1976   |                 |
| 16 | Blood Money           |                 | 11 febbraio 1976  |                 |
| 17 | Any Number Can Die    |                 | 18 febbraio 1976  |                 |
| 18 | Six Strings of Guilt  |                 | 25 febbraio 1976  |                 |
| 19 | Deadly Journey        |                 | 3 marzo 1976      |                 |
| 20 | The Pay Off           |                 | inedito           |                 |
| 21 | Shadow of a Doubt     |                 | inedito           |                 |
| 22 | Jubilee Jones         |                 | inedito           |                 |
| 23 | Death Ride            |                 | inedito           |                 |